# El Milagro, Chiapas
El Milagro är en ort i Mexiko.   Den ligger i kommunen Las Margaritas och delstaten Chiapas, i den sydöstra delen av landet, 900 km öster om huvudstaden Mexico City. El Milagro ligger 1 536 meter över havet och antalet invånare är 125.
Terrängen runt El Milagro är kuperad åt nordost, men åt sydväst är den platt. Runt El Milagro är det ganska tätbefolkat, med 54 invånare per kvadratkilometer. Närmaste större samhälle är Las Margaritas, 16,1 km väster om El Milagro. I omgivningarna runt El Milagro växer i huvudsak städsegrön lövskog.